# Rossiya Russian Airlines

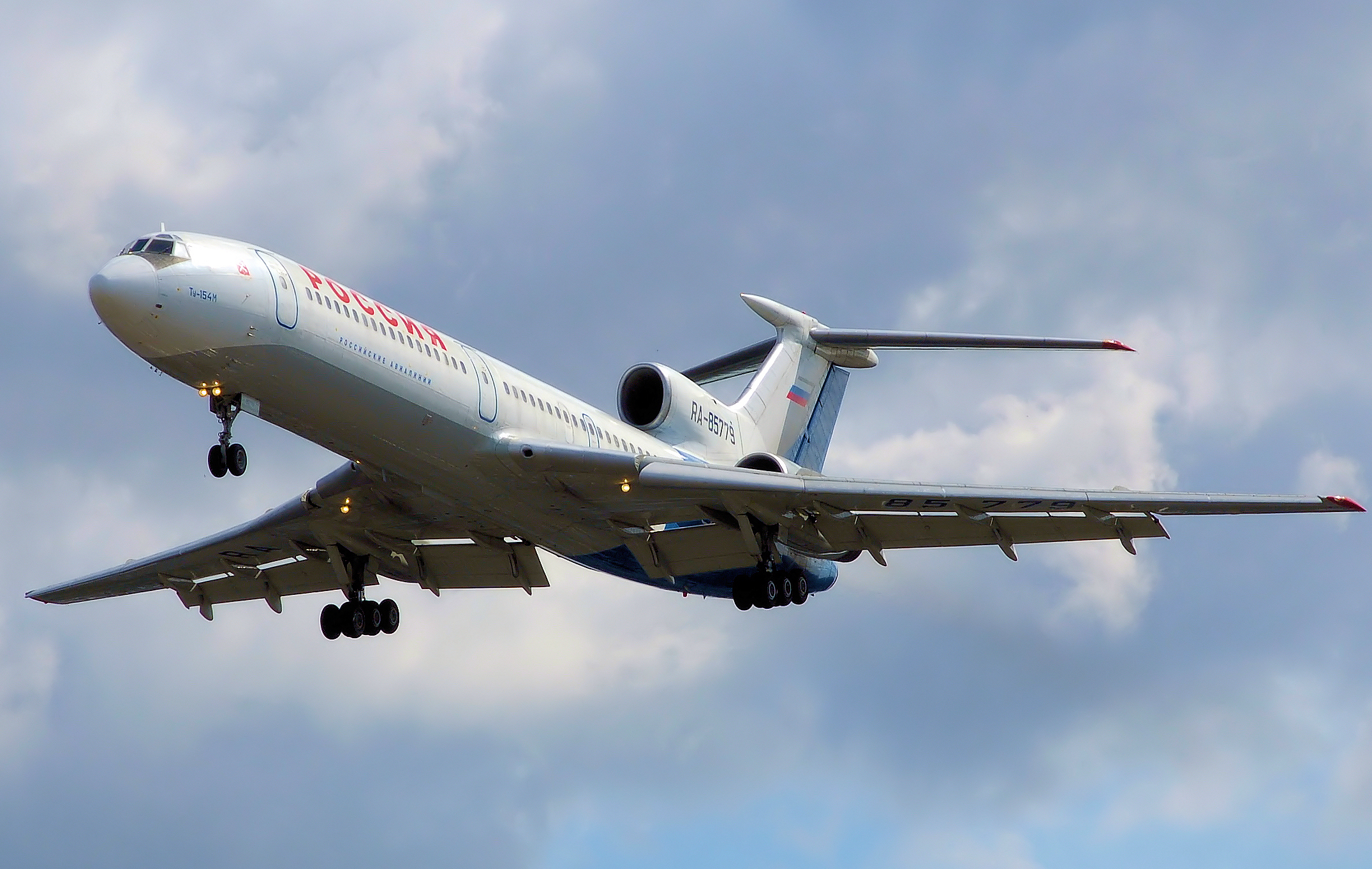
Rossiya Tupolev Tu-154M

Rossiya Russian Airlines (Russisch: Россия — Российские авиалинии) is een Russische luchtvaartmaatschappij met zijn hoofdkwartier in Sint-Petersburg.
Vanuit deze thuisbasis en vanuit Moskou worden passagiers-,vracht- en chartervluchten uitgevoerd zowel binnen Rusland als naar West-Europa en Azië.
In opdracht van de Russische overheid fuseerde de maatschappij Pulkovo Aviation Enterprise in 2006 met het Staatstransportbedrijf van Rusland en werd de naam van de nieuwe maatschappij Rossiya Russian Airlines.

## Geschiedenis
Rossiya Russian Airlines is in 1932 opgericht als St.Petersburg Avia Enterprise als opvolger van Aeroflots Leningrad divisie.
In 1995 werd de naam gewijzigd in Pulkovo Aviation Enterprise.
De naam Pulkovo (spreek uit als Poelkovo) komt van het stadje Poelkovo bij Sint-Petersburg waar in
1932 het eerste vliegtuig uit Moskou landde.
In 2006 werd Pulkovo Aviation Enterprise opgesplitst in twee bedrijven: de luchthaven en de luchtvaartmaatschappij; kort daaop fuseerde de laatste met het Staatstransportbedrijf van Rusland, en werd de naam gewijzigd in (Staatstransportbedrijf) STB Rossiya Russian Airlines.
Tot juli 2008 was het bedrijf staatseigendom, en viel onder het bureau van de President van de Russische Federatie en het ministerie van transport. Op 10 juli 2008 werd per decreet van de President van de R.F. besloten tot omvorming van het Staatstransportbedrijf "Rossiya" in een N.V. en tot overdracht van 100% van de aandelen aan de staatscorporatie Rostechnologiya. De maatschappij zelf werd van de lijst van strategische bedrijven afgevoerd.
Per 31 januari 2009 werd de afdeling voor speciale opdrachten (bv. presidentsvluchten) afgescheiden en in een nieuw opgerichte speciale-luchtvaart-groep met de naam "Rossiya" ondergebracht.
Op 2 februari 2010 stemde premier Vladimir Poetin in met het voorstel van het ministerie van transport aangaande de "beursgang" van staatstransportbedrijf "Rossiya" en andere (zich onder de hoede van Rostechnologiya bevindende) staatsbedrijven, en met de daaropvolgende fusie met Aeroflot. Na de "beursgang" is het plan om 25% +1 van de aandelen van STB Rossiya over te dragen aan de stad St. Petersburg, en verder luchthaven Pulkovo een thuisbasis van de luchtvaartmaatschappij te laten blijven.

## Diensten
Rossiya Russian Airlines voert lijnvluchten uit naar: (april 2009)
Binnenland:
Adler-Sotsji, Anapa, Archangelsk, Astrachan, Barnaoel, Belgorod, Chabarovsk, Jekaterinenburg, Irkoetsk, Kaliningrad, Kazan, Kemerovo, Krasnodar, Krasnojarsk, Mineralnye Vody, Moskou, Moermansk, Nadym, Nizjnevartovsk, Nizjni Novgorod, Norilsk, Novosibirsk, Novy Oerengoj, Oefa, Omsk, Petropavlovsk, Petrozavodsk, Rostov, Samara, Sint-Petersburg, Syktyvkar, Tjoemen, Tomsk, Tsjeljabinsk, Vladivostok, Wolgograd.
Buitenland:
Agadir, Almaty, Amsterdam, Antalya, Athene, Barcelona, Bakoe, Berlijn, Bisjkek, Boergas, Choedzjand, Doesjanbe, Dubai, Düsseldorf, Frankfurt, Gəncə, Genève, Hamburg, Hannover, Helsinki, Hurghada, Iaşi, Istanboel, Jerevan, Kiev, Kopenhagen, Larnaca, Londen, Milaan, Monastir, München, Namangan, Nice, Nur-Sultan, Odessa, Oest-Kamenogorsk, Pardubice, Parijs, Pavlodar, Peking, Praag, Qarağandı, Qostanay, Rome, Salzburg, Samarkand, Sharm-el-Sheikh, Simferopol, Şımkent, Sofia, Stockholm, Tasjkent, Tel Aviv, Tenerife, Thessaloniki, Tivat, Varna, Wenen, Zürich.

## Incidenten en Ongelukken
- Op 22 augustus 2006 stortte, tijdens een vlucht van Anapa naar Sint-Petersburg, een Tupolev Tu-154 van Pulkovo Aviation neer op zo'n 45 kilometer ten noorden van de stad Donetsk in Oekraïne.[1] Alle 159 passagiers, waaronder één of meerdere Nederlanders, en 10 bemanningsleden kwamen hierbij om het leven.[2]

## Vloot

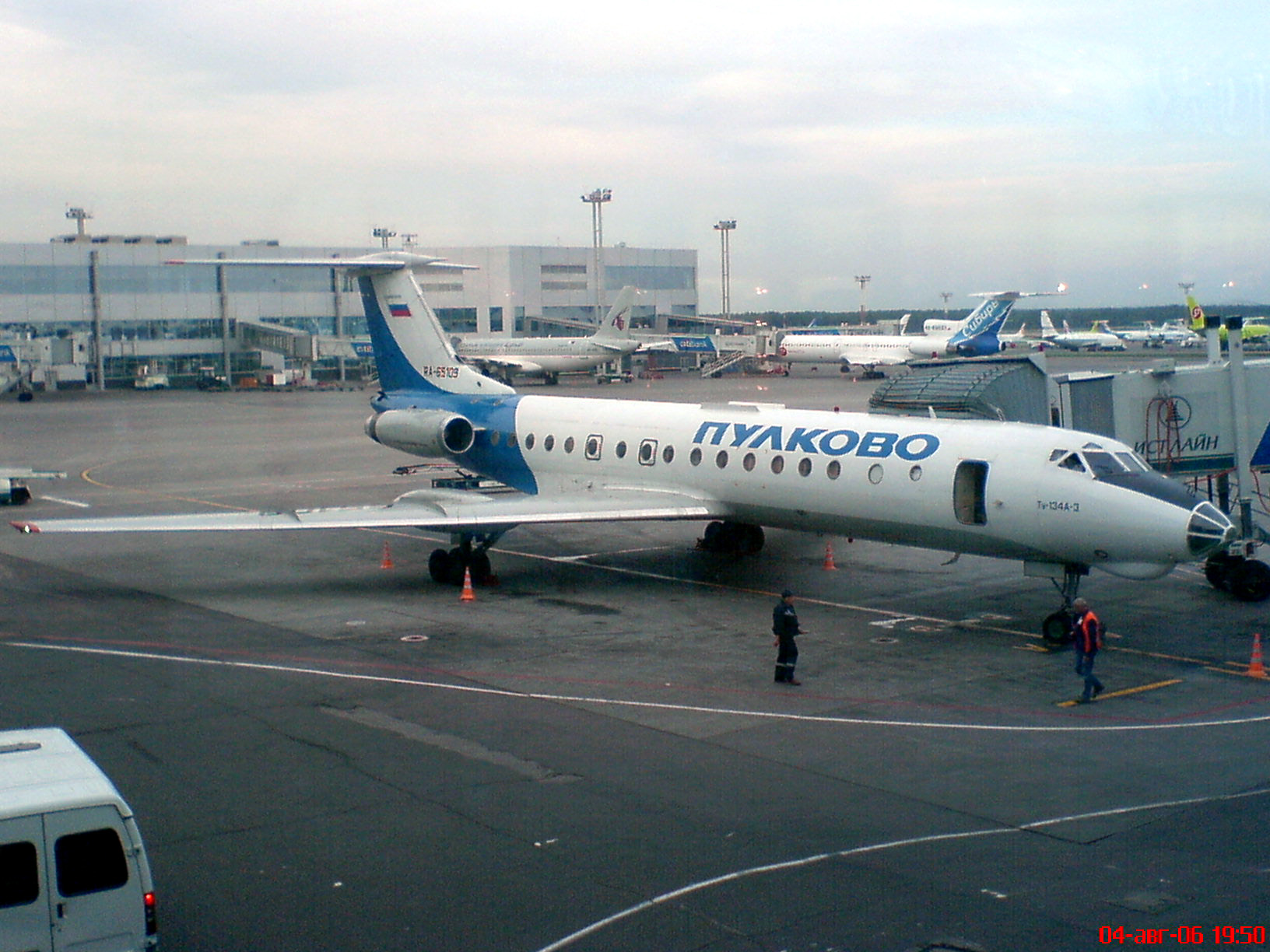
Pulkovo Tupolev Tu-134A

| Type                 | Aantal | Aantal passagiers (Business/Premium Economy/Economy) | Bijzonderheden                             |
| -------------------- | ------ | ---------------------------------------------------- | ------------------------------------------ |
| Airbus A319-100      | 20     | 128 (8/0/120)                                        |                                            |
| Airbus A320-200      | 8      | 168 (12/0/156)                                       |                                            |
| Boeing 737-800       | 12     | 189 (0/0/189)                                        |                                            |
| Boeing 747-400       | 9      | 522 (12/0/510) 447(38/0/409)                         | Grootste passagiersoperator van de 747-400 |
| Boeing 777-300       | 5      | 373 (18/0/355)                                       |                                            |
| Boeing 777-300ER     | 5      | 457 (21/0/436)                                       |                                            |
| Soechoj Superjet 100 | 62     | 87 (12/0/75)                                         | Grootste gebruiker van de Superjet 100     |
| Totaal               | 121    |                                                      |                                            |